# Farwell Canyon
Farwell Canyon är en kanjon i Kanada.   Den ligger i provinsen British Columbia, i den sydvästra delen av landet, 3 500 km väster om huvudstaden Ottawa. Farwell Canyon ligger 469 meter över havet.
Terrängen runt Farwell Canyon är huvudsakligen kuperad. Farwell Canyon ligger nere i en dal. Trakten runt Farwell Canyon är nära nog obefolkad, med mindre än två invånare per kvadratkilometer.. Det finns inga samhällen i närheten. 
I omgivningarna runt Farwell Canyon växer i huvudsak barrskog.